# Janez Bole
Janez Bole, slovenski glasbeni pedagog in zborovodja, * 7. marec 1919, Brezje na Gorenjskem, † 21. februar 2007, Ljubljana.
Oče mu je bil organist Ivan, mati mu je bila Marjeta (roj. Kleindienst). Od leta je 1946 živel v Ljubljani. Končal je študij slavistike na Filozofski fakulteti in študij zgodovine glasbe na Akademiji za glasbo v Ljubljani.
V svojem več kot petinpetdesetletnem umetniškem delovanju je ustanovil ali na novo oblikoval in vodil enaindvajset zborov, med njimi Slovenski oktet (od ustanovitve do leta 1957), Akademski pevski zbor Tone Tomšič, zbor Slovenske filharmonije in Slovenske madrigaliste. S slednjimi je posnel prvo ploščo Gallusovih motetov in madrigalov (1968) in več drugih vinilnih plošč, avdio kaset in zgoščenk ter videokaseto Gallusovih skladb.
Snemal je za slovenske in tuje radijske postaje in za RTV Slovenija. Kot dirigent oz. umetniški vodja je gostoval z različnimi vokalnimi skupinami skoraj po vseh evropskih državah in na Kitajskem. V zadnjih petnajstih letih je s Slovenskimi madrigalisti oz. Gallus Singers večkrat gostoval na uglednih festivalih komorne glasbe na Madžarskem, v Nemčiji, Avstriji, Franciji in Italiji.
Petindvajset let je poučeval na Srednji glasbeni in baletni šoli v Ljubljani zborno dirigiranje, zborno petje, vokalno tehniko in metodiko pouka glasbe, dvajset let pa na ljubljanski Akademiji za glasbo zborno dirigiranje, partiturno igro in zborno petje.
Predaval je na številnih seminarjih za zborovodje, bil član ocenjevalnih žirij in mentor blizu sto zborom po vsej Sloveniji.
Za svoje umetniško in pedagoško delo je prejel Župančičevo nagrado za življenjsko delo leta 2000 in Srebrni častni znak Svobode leta 2002.
Od upokojitve leta 1987 do 2007 je živel in ustvarjal v Ljubljani.